# 蛙野エレファンテ
蛙野 エレファンテ（かえるの エレファンテ、10月1日 - ）は、日本の漫画家、AV男優。
2018年より、Xで『僕がAV男優になった訳』を連載。その後『くらげバンチ』（新潮社）にて『AV男優はじめました』の連載を開始。
『いま、グランドジャンプって!!』（集英社）で『異世界男優〜汁男優が異世界転生してエロ知識フル活用で無双男優になる話〜』の原作も務めている。

## 作品リスト

### 単行本
- AV男優はじめました（新潮社『くらげバンチ』連載、2020年 - / 既刊10巻、新潮社、バンチコミックス）

### 電子単行本
- AV女優、お貸しします。（全1巻、プレステージ出版、PRESTIGE COMIC）

### 原作
- 異世界男優～汁男優が異世界転生してエロ知識フル活用で無双男優になる話～（漫画：零之龍、集英社『いま、グランドジャンプって!!』連載、2022年 - 、/ 既刊9巻[2]、集英社、ヤングジャンプコミックス）

## 出演

### ラジオ出演
- トイズハート放送局（ラジオ関西）-第75回、第88回、第98回、第107回、第118回、第131回、第137回、第148回、第155回、第162回、第185回、第195回、第212回、第219回、第242回[3]

- 八木志芳の私たちは求めてる（CBCラジオ）-#55(2024年4月14日放送)

### テレビ出演
- じっくり聞いタロウ～スター近況(秘)報告～（テレビ東京）-2021年6月10日[4]